# El Paraíso, Santa Cruz Xoxocotlán
El Paraíso är en ort i Mexiko.   Den ligger i kommunen Santa Cruz Xoxocotlán och delstaten Oaxaca, i den sydöstra delen av landet, 400 km sydost om huvudstaden Mexico City. El Paraíso ligger 1 571 meter över havet och antalet invånare är 623.
Terrängen runt El Paraíso är kuperad norrut, men söderut är den platt. Runt El Paraíso är det tätbefolkat, med 570 invånare per kvadratkilometer. Närmaste större samhälle är Oaxaca de Juárez, 7,0 km nordost om El Paraíso. I omgivningarna runt El Paraíso växer huvudsakligen savannskog.